# Durgapur
Durgapur (em panjabi: ਦੁਰਗਾਪੁਰ) é uma aldeia localizada no distrito de Shaheed Bhagat Singh Nagar, no estado de Punjab, na Índia. Está localizado a 2,3 (1,4 mi) quilômetros de Jadla, 10 (6,2 mi) quilômetros da cidade de Nawanshahr, 10,6 quilômetros (6,6 mi) do distrito Shaheed Bhagat Singh Nagas e 91,6 quilômetros (56,9 mi) da capital do estado, Chandigarh. A aldeia, assim como as demais indianas, é governada por um sarpanch, eleito democraticamente pela maioria da população residente no assentamento.

## Demografia
Segundo o relatório publicado pelo Censo da Índia de 2011, a aldeia Durgapur é composta por um total de 163 casas e a população total é de 794 habitantes, dos quais 407 são do sexo masculino e 387, do sexo feminino. O nível de alfabetização da aldeia é 80.44% maior que a média do estado, a qual é de 75.84%.
Conforme constatação do Censo, 245 pessoas exercem seu trabalho fora da aldeia; dessas, 219 são homens e 26 são mulheres. O levantamento do governo também consta que 92.24% dos trabalhadores ocupam um serviço como trabalho formal e único, enquanto os outros 7.76% estão envolvidos em atividades marginais, trabalhando como meio de subsistência em diferentes lugares em menos de seis meses.

## Educação
Na aldeia, não há nenhuma escola, e os estudantes precisam ir a outras aldeias para estudar; muitas dessas aldeias estão distantes por dez quilômetros. Nas proximidades, destaca-se o Instituto Indiano de Tecnologia (IITs) a 2,5 quilômetros e a Lovely Professional University a 45 quilômetros. Outras instituições de ensino também representam papel importante na região: KC Engineering College e Doaba Khalsa.

## Transporte
A estação de trem mais próxima de Durgapur é Nawanshahr; no entanto, a estação principal, Garhshankar, está a 11 quilômetros (6,8 mi) de distância. O aeroporto mais perto é Sahnewal, localizado a 57 quilômetros, e o aeroporto internacional mais próximo é o Sri Guru Ram Dass Jee, a 154 quilômetros.